# Jędrzychów (gromada w powiecie lubińskim)
Jędrzychów – dawna gromada, czyli najmniejsza jednostka podziału terytorialnego Polskiej Rzeczypospolitej Ludowej w latach 1954–1972.
Gromady, z gromadzkimi radami narodowymi (GRN) jako organami władzy najniższego stopnia na wsi, funkcjonowały od reformy reorganizującej administrację wiejską przeprowadzonej jesienią 1954 do momentu ich zniesienia z dniem 1 stycznia 1973, tym samym wypierając organizację gminną w latach 1954–1972.
Gromadę Jędrzychów z siedzibą GRN w Jędrzychowie utworzono – jako jedną z 8759 gromad na obszarze Polski – w powiecie lubińskim w woj. wrocławskim, na mocy uchwały nr 20/54 WRN we Wrocławiu z dnia 2 października 1954. W skład jednostki weszły obszary dotychczasowych gromad: Jędrzychów ze zniesionej gminy Szklary Górne oraz Sobin i Nowa Wieś Lubińska ze zniesionej gminy Parchów w tymże powiecie. Dla gromady ustalono 12 członków gromadzkiej rady narodowej.
31 grudnia 1961 gromadę zniesiono, a jej obszar włączono do gromad: Szklary Górne (wieś Jędrzychów), Polkowice (wieś Sobin) i Parchów (wieś Nowa Wieś Lubińska) w tymże powiecie.